# Sárkányszív
A Sárkányszív (eredeti cím: Dragonheart) 1996-ban bemutatott  amerikai film, amely az Universal Pictures stúdió gyártásában készült. A forgatókönyvet Charles Edward Pogue írta, a filmet Rob Cohen rendezte, a film zenéjét Randy Edelman szerezte, a film producere Raffaella De Laurentiis. A főszerepeket Dennis Quaid, David Thewlis, Pete Postlethwaite és Dina Meyer játszotta.
Amerikában 1996. május 31-én, Magyarországon 1996. december 5-én mutatták be a mozikban.

## Cselekmény
Az utolsó sárkánynak és egy kiábrándult sárkányölő lovagnak együtt kell működnie, hogy megállítsák a gonosz királyt, aki részleges halhatatlanságot kapott.

## Szereplők
| Szerep                               | eredeti hang                 | Magyar hang          |
| ------------------------------------ | ---------------------------- | -------------------- |
| Draco                                | Sean Connery                 | Sinkovits Imre       |
| Szerep                               | Színész                      | Magyar hang          |
| Bowen                                | Dennis Quaid                 | Szabó Sipos Barnabás |
| Einon király Fiatal Einon            | David Thewlis Lee Oakes      | Alföldi Róbert       |
| Kara Fiatal Kara                     | Dina Meyer Sandra Kovacicova | Tóth Ildikó          |
| Gilbert a Glockenspur                | Pete Postlethwaite           | Dörner György        |
| Lord Felton                          | Jason Isaacs                 | Fazekas István       |
| Brok                                 | Brian Thompson               | Vass Gábor           |
| Hewe                                 | Wolf Christian               | Hankó Attila         |
| Redbeard                             | Terry O`Neill                | Rajhona Ádám         |
| Aislinn királyné                     | Julie Christie               | Kovács Nóra          |
| Mocsárbeli falu vezetője             | Milan Bahúl                  | Haás Vander Péter    |
| Arthur király (hangja) (Nem Jóváírt) | John Gielgud                 | Rudas István         |